# Сузана Маргарета фон Анхалт-Десау
Сузана Маргарета фон Анхалт-Десау (на немски: Susana Margarethe von Anhalt-Dessau) от династията Аскани е принцеса от Анхалт-Десау и чрез женитба графиня на Графство Ханау-Лихтенберг.

## Биография
Родена е на 23 август 1610 година в Десау. Тя е дъщеря на княз Йохан Георг I фон Анхалт-Десау (1567 – 1618) и втората му съпруга Доротея фон Пфалц-Зимерн (1581 –1631), дъщеря на пфалцграф Йохан Казимир фон Пфалц-Зимерн от фамилията Вителсбахи и Елизабет Саксонска.
Нейната сестра Сибила Кристина фон Анхалт-Десау (* 1603; † 1686) се омъжва на 16 декември 1627 г. за граф Фридрих Казимир фон Ханау-Мюнценберг (* 1623; † 1685), по-големият брат на бъдещия ѝ съпруг.
Сузана Маргарета е сгодена през 1641 г. за граф Йохан Ернст фон Ханау-Мюнценберг (1613 – 1642), син на граф Албрехт фон Ханау-Мюнценберг, но той умира преди сватбата.
Сузана Маргарета се омъжва на 16 февруари 1651 г. в Буксвайлер за граф Йохан Филип фон Ханау-Лихтенберг (1626 – 1669), син на граф Филип Волфганг фон Ханау-Лихтенберг (1595 – 1641) и Йохана фон Йотинген-Йотинген (1602 – 1639). Бракът е бездетен. Той има обаче три извънбачни деца.
Сузана Маргарета умира на 13 октомври 1663 година в Бабенхаузен на 53-годишна възраст. Погребана е в градската църква Св. Николаус в Бабенхаузен.